# Csilla Boross
Csilla Boross (* Székesfehérvár) je maďarská operní pěvkyně. Je držitelem Ceny Thálie v oboru opera za rok 2009.  

## Život
Když ji byly dva roky, její rodiče poznali, že má vztah k hudbě, a proto ji následně dali učit se hrát na klavír. Ve hře na klavír pokračovala i na Hudebně-umělecké univerzitě Ference Liszta v Budapešti, kde studovala učitelství klavíru a komorní hru. V magisterském studiu ale pokračovala studiem zpěvu, kde se přes spoustu oratorií, kantát, pašijí a dalších chrámových skladeb dostala až k opeře. Od roku 2003 se stala členem Maďarské státní opery v Budapešti. Zúčastnila se také několika mistrovských kurzů u světových operních pěvců a pěvkyň. Kvůli tomu, že se chtěla více rozvíjet a zdokonalovat, vydala se v roce 2008 na konkurz do Janáčkova divadla v Brně. Šéf divadla Tomáš Hanus jí ihned přijal jako primadonu a ztvárnila zde řadu rolí, například v Aidě, Evženu Oněginovi, La Traviatě, Macbeth, Madame Butterfly, Nabucco, Tannhäuseru a Tosce. O rok později začala hostovat i v Národním divadle v Praze. Když v roce 2010 vystoupila v Terstu jako Violetta v La Traviata a následně v opeře Palm Beach jako Abigel v Nabucco, začala její mezinárodní kariéra. Při příležitosti 150. výročí italské národní jednoty v Římě zpívala Nabigca Abigaille z Nabucca. V této roli debutovala v roce 2012 v Národní opeře ve Washingtonu a ve Filadelfské opeře, kde sklidila ovace ve stoje. Vystupovala v Amsterdamu, Lyonu, Macau, Marseille, Maskatu, Melbourne, Montpellier, Palermu, Pise, Pittsburghu, Šanghaji, Tokiu a Ženevě. Také vystoupila v Národním divadle Moravskoslezském v Ostravě a Divadle J. K. Tyla v Plzni.
V roce 2009 obdržela cenu brněnského divadla Diva 2009 a v roce 2016 získala maďarský Rytířský záslužný řád Maďarské republiky za vynikající výkony v zahraničí i v Maďarsku. Za rok 2009 obdržela cenu Thálie v oboru opera za ztvárnění role Cio-Cio-San v opeře Madama Butterfly v Národním divadle Brno.